# Злетовска епархија
Злетовска епархија је основао цар Душан у лесновском манастиру у Злетову, југоисточно од Куманова, око 1347, и подвластио је скопској митрополији.
Обухватала је крајеве с лијеве стране Вардара, Овчје Поље и области на средњој Брегалници, које су раније сачињавале Морозвидску епархију (1018), па је стога Злетовска епархија називана још морозвидском и лесновском.